# Lewis Sims
Lewis Elliot Sims (Cleveland, Ohio, 9 de marzo de 1973) es un jugador estadounidense y con doble nacionalidad española de baloncesto profesional que desarrolló la práctica totalidad de su carrera deportiva en distintos clubes de élite europeos.